# Aikatsu!
Aikatsu! (яп. アイカツ!) ー японская ритм-игра про идолов, выпущенная компанией h.a.n.d. в 2012 году для аркадных игровых автоматов. Игровой процесс строится вокруг коллекционирования карточек с одеждой и аксессуарами, посещения лекций, а также прохождения прослушиваний и концертов.
В дальнейшем были выпущены четыре игры для платформы Nintendo 3DS, манга и аниме-адаптации.
Вселенная получила развитие в рамках серий Aikatsu Stars! (яп. アイカツスターズ！), Aikatsu Friends! (яп. アイカツフレンズ!), Aikatsu on Parade! (яп. アイカツオンパレード!).

## Сюжет
Хосимия Итиго и её подруга Кирия Аой, под впечатлением от концерта топ-идола Кандзаки Мидзуки, решаются на поступления в Академию Starlight (яп. スターライト学園). В Академии они становятся хорошими подругами со своей одноклассницей Сибуки Ран. Вместе посещают лекции, участвуют в прослушиваниях и дефиле, стремясь к вершине идол-олимпа.
Второй сезон рассказывает о соперничестве Dream Academy (яп. ドリームアカデミー) и Академии Starlight, которую представляют главные героини.
В третьем сезоне главной героиней становится Акари Одзора, она вместе с подругами представляет новое поколение идолов Академии.
В четвёртом сезоне Акари с подругами создают музыкальную группу Luminas, с которой отправляются в тур по Японии, знакомясь с другими идолами.

## Персонажи

### Академия Starlight
Первое поколение
Итиго Хосимия (яп. 星宮 いちご Хосимия Итиго) ー главная героиня, жизнерадостная и оптимистичная девушка, усердно работающая для воплощения своей мечты. До поступления в Академию работала вместе с матерю в кафе и мечтала продолжить семейное дело. Любимый бренд одежды: Angely Sugar.
Сэйю: Сумирэ Морохоси
Аой Кирия (яп. 霧矢 あおい Кирия Аой) ー лучшая подруга главной героини. Она очень серьёзна и всё знает о жизни идолов. Любимый бренд одежды: Futuring Girl.
Сэйю: Адзуса Тадокоро
Ран Сибуки (яп. 紫吹蘭 Сибуки Ран) ー очень красивая девушка, модель. Со стороны кажется замкнутой и холодной. После расставания с подругой замкнулась в себе и ей стало тяжело сближаться с новыми людьми. Любимый бренд одежды: Spicy Ageha.
Сэйю: Аяка Охаси
Мидзуки Кандзаки (яп. 神崎 美月 Кандзаки Мидзуки) ー топ-идол. Раньше была моделью, но потом стала главным идолом Академии. Очень трудолюбива, но скрывает это от фанатов, говоря что секрет её успеха кроется в таланте и везении. Любимый бренд одежды: Love Queen.
Сэйю: Минако Котобуки
Отомэ Арисугава (яп. 有栖川 おとめ Арисугава Отомэ) ー жизнерадостная и на первый взгляд легкомысленная девушка, обожающая милые вещи. Очень боится допускать ошибки. Любимый бренд одежды: Happy Rainbow.
Сэйю: Томоё Куросава
Юрика Тодо (яп. 藤堂ユリカ Тодо Юрика) ー готическая лолита, избегающая солнечного света и обожающая вампиров. Любимый бренд одежды: LoLi GoThiC.
Сэйю: Манами Нумакура
Сакура Китаодзи (яп. 北大路さくら Китаодзи Сакура) ー вежливая и добрая девушка, из семьи актёров театра кабуки. Очень дружелюбна и усердна, а Итиго помогает ей поверить в себя. Любимый бренд одежды: Aurora Fantasy.
Сэйю: Киёно Ясуно
Каэдэ Итиносэ (яп. 一ノ瀬 かえで Итиносэ Каэдэ) ー девушка, приехавшая из Америки, которая обожает фокусы и магию. Любимый бренд одежды: Magical Toy.
Сэйю: Юна Мимура
Второе поколение
Акари Одзора (яп. 大空あかり Одзора Акари) ー главная героиня третьего и четвёртого сезона. Жизнерадостна и целеустремлённа. В самом начале копирует стиль Итиго, но потом находит собственную индивидуальность. Любимый бренд одежды: Dreamy Crown.
Сэйю: Сино Симодзи
Сумирэ Хиками (яп. 氷上スミレ Хиками Сумирэ) ー соседка Акари по комнате, помешанная на гаданиях, гороскопах и мистике. Любимый бренд одежды: LoLi GoThiC.
Сэйю: Ю Вакуи
Хинаки Синдзё (яп. 新条ひなき Синдзё Хинаки) ー энергичная девушка, хорошо разбирающаяся в моде. С детства работает в сфере шоу-бизнеса. Любимый бренд одежды: Vivid Kiss.
Сэйю: Юи Исикава
Дзюри Курэбаяси (яп. 紅林 珠璃 Курэбаяси Дзюри) ー актриса полуиспанского происхождения. Её мать очень известна, поэтому Дзюри понадобилось очень много времени и сил чтобы выйти из её тени и достичь чего-то самостоятельно. Любимый бренд одежды: Sangria Rosa.
Сэйю: Ая Сайто
Рин Куросава (яп. 黒沢凛 Куросава Рин) ー девушка, которая была очень талантливой уличной танцовщицей. Любимый бренд одежды: Dance Fusion.
Сэйю: Юки Такада
Мадока Амаханэ (яп. 天羽まどか Амаханэ Мадока) ー очень милая внучка главного дизайнера Angely Sugar. Она честна с окружающими, твёрдо стоит на своём, но ей все равно часто не хватает уверенности в себе. Любимый бренд одежды: Angely Sugar.
Сэйю: Тихиро Каваками

### Dream Academy
Сэйра Отосиро (яп. 音城セイラ Отосиро Сэйра) ー студентка Dream Academy, у неё большой опыт игры на различных музыкальных инструментах и отличный слух. Сначала играла классическую музыку, а теперь рок. Любимый бренд одежды: Swing ROCK.
Сэйю: Каори Исихара
Кии Саэгуса (яп. 冴草きい Саэгуса Кии) ー продюсер Сэйры, однако позже дебютирует и как идол. Любимый бренд одежды: Magical Toy.
Сэйю: Акина
Сора Кадзэсава (яп. 風沢そら Кадзэсава Сора) ー идол и модель, которая так же учится на дизайнера. Создаёт собственный бренд одежды: Bohemian Sky.
Сэйю: Минами Такахаси
Мария Химэсато (яп. 姫里マリア Химэсато Мария) ー модель, которая обрела популярность после попадания на обложку журнала. Её семья очень богата и владеет фермой с коровами. Любимый бренд одежды: Aurora Fantasy.
Сэйю: Мисако Томиока

### Другие персонажи
Мияби Фудзивара (яп. 藤原みやび Фудзивара Мияби) ー ученица Himezakura Girl’s Academy (яп. 姫 桜 女), которая попадает в Академию в качестве студентки по обмену. Происходящая из семьи самураев, Мияби постоянно тренируется со своей нагинатой. Любимый бренд одежды: Sakurairo Kaden.
Сэйю: Акира Сэкинэ

## Медиа

### Игры
15 ноября 2012 года выходит первая игра на Nintendo 3DS, Aikatsu! Cinderella Lesson (яп. アイカツ! シンデレラレッスン). Через год, 21 ноября 2013 года, выходит вторая игра — Aikatsu! Futari no My Princess (яп. アイカツ！２人のmy princess). Третья игра из серии была выпущена 4 декабря 2014 года и называлась Aikatsu! 365-Hi no Idol Days (яп. アイカツ！365日のアイドルデイズ). Последняя игра, Aikatsu! My No.1 Stage! (яп. アイカツ！My No.1 Stage!), выходит 26 ноября 2015 года.
Отсканировав QR-код в играх можно получить лимитированные карточки.

### Аниме
Аниме было выпущено студией Sunrise совместно с TMS Entertainment 8 октября 2012 года.

### Музыка
Открывающие темы
- «Signalize!» (Episode 1 — 25) исполняют Waka, Fūri, Sunao, and Risuko
- "Diamond Happy" (яп. ダイヤモンドハッピー Daiyamondo Happī) (Episode 26 — 50) by Waka, Fūri, and Sunao
- «KIRA☆Power»[10] (Episode 51 — 75) by Waka, Fūri, and Sunao
- «SHINING LINE*» (Эпизоды 76 — 101) исполняют Waka, Fūri and Yuna
- «Du-Du-Wa DO IT!!» (Эпизоды 102—126) исполняют Ruka, Mona, Miki, and Waka
- «Lovely Party Collection» (Эпизоды 127—152) исполняют Ruka, Mona, and Miki
- «START DASH SENSATION» (Эпизоды 153—178) исполняют Ruka, Mona, and Miki

Закрывающие темы
- "Calendar Girl" (яп. カレンダーガール Karendā Gāru) (эпизоды 1 — 25 и эпизоды 125) исполняют Waka, Fūri, and Sunao
- "Hirari/Hitori/Kirari" (яп. ヒラリ／ヒトリ／キラリ) (эпизоды 26 — 43 и эпизоды 45 — 50) исполняют Waka, Fūri, Sunao, Remi, Moe, Eri, Yuna, and Risuko
- "Kiss of the Alice Blue" (яп. アリスブルーのキス Arisu Burū no Kisu) (эпизод 44) исполняют Rey
- "Original Star☆彡" (яп. オリジナルスター☆彡 Orijinaru Sutā☆彡) (эпизоды 51 — 75) исполняют Waka, Fūri, Sunao, Remi, Moe, Eri, Yuna, and Risuko
- «Precious» (Episode 76 — 101) by Risuko, Waka, Fūri and Mona
- «Good morning my dream» (эпизоды 102—124 и эпизод 126) исполняют Ruka, Mona, and Miki
- "Tutu・Ballerina" (яп. チュチュ・バレリーナ) (Эпизоды 127—152) by Mona, Ruka, and Miki
- «lucky train!» (Эпизоды 153—178) исполняют Ruka, Mona, and Miki

## Критика
Аниме сериал получил смешанную критику на Anime News Network (ANN). Так критики отмечают высокую направленность на рекламу игр и сомнительное качество графики. Положительными моментами выступают приятные сёдзё-дизайны персонажей, и общая розово-позитивная атмосфера. Фильм 2014 года получил за первую неделю проката в Японии ¥172,727,250.